# Mínóův labyrint

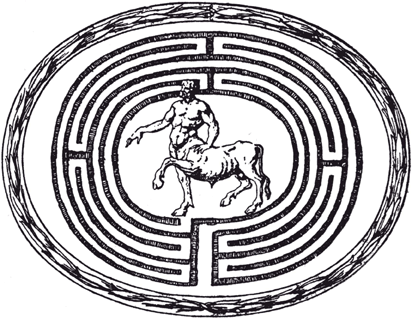
Krétský labyrint s Mínotaurem uprostřed

Mínóův labyrint nebo Krétský labyrint byl v řecké mytologii labyrint, který vystavěl Daidalos pro krétského krále Mínóa, aby v něm uzavřel obávaného Mínotaura, napůl člověka a napůl býka. Za předobraz bájného labyrintu se považuje spletitý komplex Knósského paláce.

## Pověst

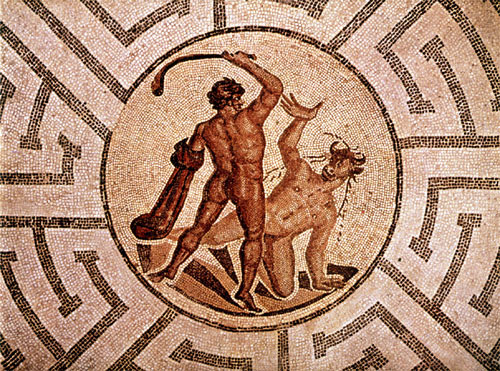
Římská mozaika zobrazující Thésea a Mínotaura

Podle pověsti pověřil král Mínós vynálezce a stavitele Daidala, aby navrhl dům se spletitými chodbami a schodišti. Daidalos vytvořil zázračné dílo, bludiště z kamene – labyrint, z něhož nikdo, kdo do něj vkročil, nenašel cestu ven. Později chtěl král vědět, zda jeho vláda na Krétě není ohrožena. Od boha Poseidóna si vyprosil býka na znamení toho, že má přízeň bohů. Mínós slíbil, že pak zvíře bohům obětuje na znamení díků. Nato mu Poseidón poslal z mořských hlubin krásného bílého býka. Avšak krále Mínóa se zmocnila chamtivost a tajně začlenil býka do královského stáda.
Bohové se tím však nedali obelhat. Poseidón vymyslel strašnou pomstu – s pomocí Afrodity vzbudil v královně Pásifaé, Mínóově manželce a dceři boha Hélia, bezuzdnou lásku k posvátnému býkovi. Jenže tomu zbližovací pokusy královny nebyly příjemné a tak před ní utekl. Daidalos znovu vymyslel geniální řešení. Zkonstruoval dutou dřevěnou krávu v životní velikosti a potáhl ji kravskou kůží. Pasifaé vlezla dovnitř a býk se nechal oklamat. Zanedlouho nato královna porodila netvora, chlapce s býčí hlavou. Král Mínós, před kterým se nepodařilo netvora utajit, uvěznil tohoto Mínotaura do labyrintu. Přisluhovače Daidala uvrhl do vězení.
Zanedlouho nato krále postihl další úder osudu. Jeho milovaný syn Androgeos se v Aténách zúčastnil sportovních soubojů. V pětiboji byl neporazitelný a vítězil nad všemi soupeři. Ti však nesnesli svou porážku a Androgea zabili. Král Mínós, plný bolesti a žalu vyslal proti Aténami válečnou flotilu, aby pomstila zločin. Athény byly poraženy a musely přistoupit na požadavek vítěze a poskytovat lidské oběti. Každých devět let museli poslat na Krétu čtrnáct mladých Atéňanů, sedm mládenců a sedm panen, jako potravu pro Mínotaura. Atény dlouho posílaly tuto strašnou daň, až se Théseus, syn krále Aigea dobrovolně vydal s oběťmi na Krétu. Otci slíbil, že pokud se z boje proti Mínotaurovi vrátí jako vítěz, při zpáteční cestě vztyčí na lodi bílé plachty.
Když Aténčané přistáli v Knóssu, Mínóova dcera Ariadné uviděla statného hrdinu a zamilovala se do něj. Jak však měla zachránit milovaného před svým strašným nevlastním bratrem? Obstarala mu zázračný meč a vymyslela lest. Na bránu do labyrintu přivázala konec klubka červené vlny a dala ho Théseovi na cestu. Takto se mu podařilo zvítězit nad Mínotaurem a uniknout z bludiště před strážci, kteří dohlíželi na to, aby Mínotauros dostal oběti. Unikl také proto, že pozornost strážců odpoutalo cosi nevídaného: nad Knóssem letěli dva lidé jako ptáci. Daidalos si totiž ve vězení ze zbytku vosku a ptačích per vyrobil křídla pro sebe i svého syna Ikara a z ostrova utekli.
Théseovi s Ariadné se podařilo utéci. Dostali se na ostrov Naxos. O tom, co se odehrálo tam, se pověsti rozcházejí. Nejznámější je verze, podle níž do děje zasáhlo více bohů. Théseus se bez Ariadny plavil do Athén a zapomněl černou plachtu vyměnit za bílou, jak slíbil otci. Když Aigeus spatřil znamení neštěstí, ze žalu skočil z vysokého útesu do moře. To pak podle něj později dostalo jméno Egejské moře.

## Interpretace

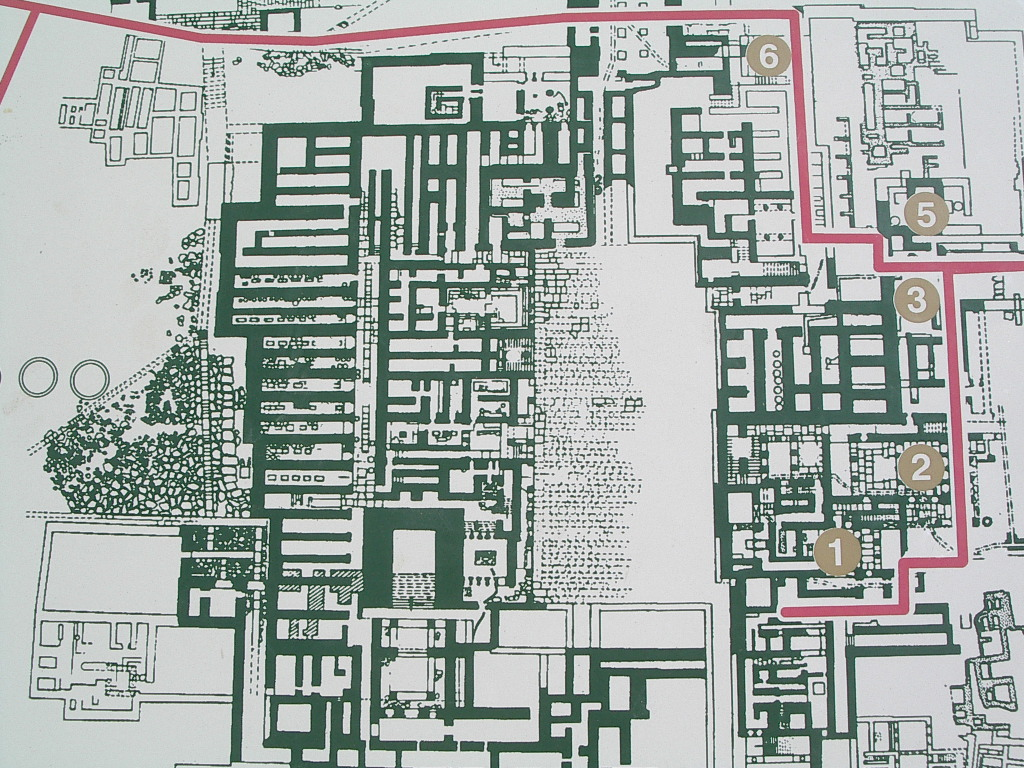
Palác v Knóssu, plánek

Když Homér kolem roku 750 př. n. l. poprvé písemně zaznamenal jména Mínós, Daidalos, Théseus a Ariadné, byla již Kréta dávno dobytá země, zalidněná mnoha národy:
Uprostřed tmavého moře je zem, co Kréta se nazývá, krásná a bohatá, v moře objetí, a žije tam mnoho, přemnoho lidí, co bydlí v devadesáti městech. Slyšet je tam jazyků různých a smíšených. Lze tam spatřit Achajce, kmeny kydónské a chrabré původní Kréťany, Dóry, co se na tři kmeny dělí, a Pelasgy slavné. Je tam velké město Knóssos; a v městě tom Mínós, důvěrník velkého Dia, měl vládu vždy po devět let.
Podle legendy král Mínós přesídlil do podsvětí a ze svého trůnu soudil zemřelé. Až o několik století později se v řecké literatuře moudrý Mínós změnil na zuřivce. Atény, které se zmohly a zazářily v plném lesku, se zjevně nedokázaly smířit s tím, že kdysi musely platit tribut tehdy mocné Krétě. A tak přepsaly dějiny.
Filozof a přírodovědec Aristotelés, učitel Alexandra Velikého, který později padl u svých krajanů do nemilosti, zpochybnil tehdejší tradování příběhu krále Mínoa:
Minós měl u našich básníků od nepaměti špatnou pověst a na atických jevištích ho vždycky haněli. Vůbec mu nepomohlo, že jej Hésiodos označil za nejlepšího krále a Homér ho dokonce považoval za Diova pověřence. Raději se věřilo tragickým básníkům. Krále Mínóa představovali v divadelních hrách jako špatného a násilnického panovníka, přestože to byl podle pověstí moudrý král a zákonodárce.
Vítězové často haněli bohy poražených. Mínotauros, kterého později označovali za netvora, byl možná na Krétě uctívaným bohem v býčí podobě. Jak víme, také později vzniklé náboženské komunity udělaly z „pohanských“ bohyň čarodějnice.

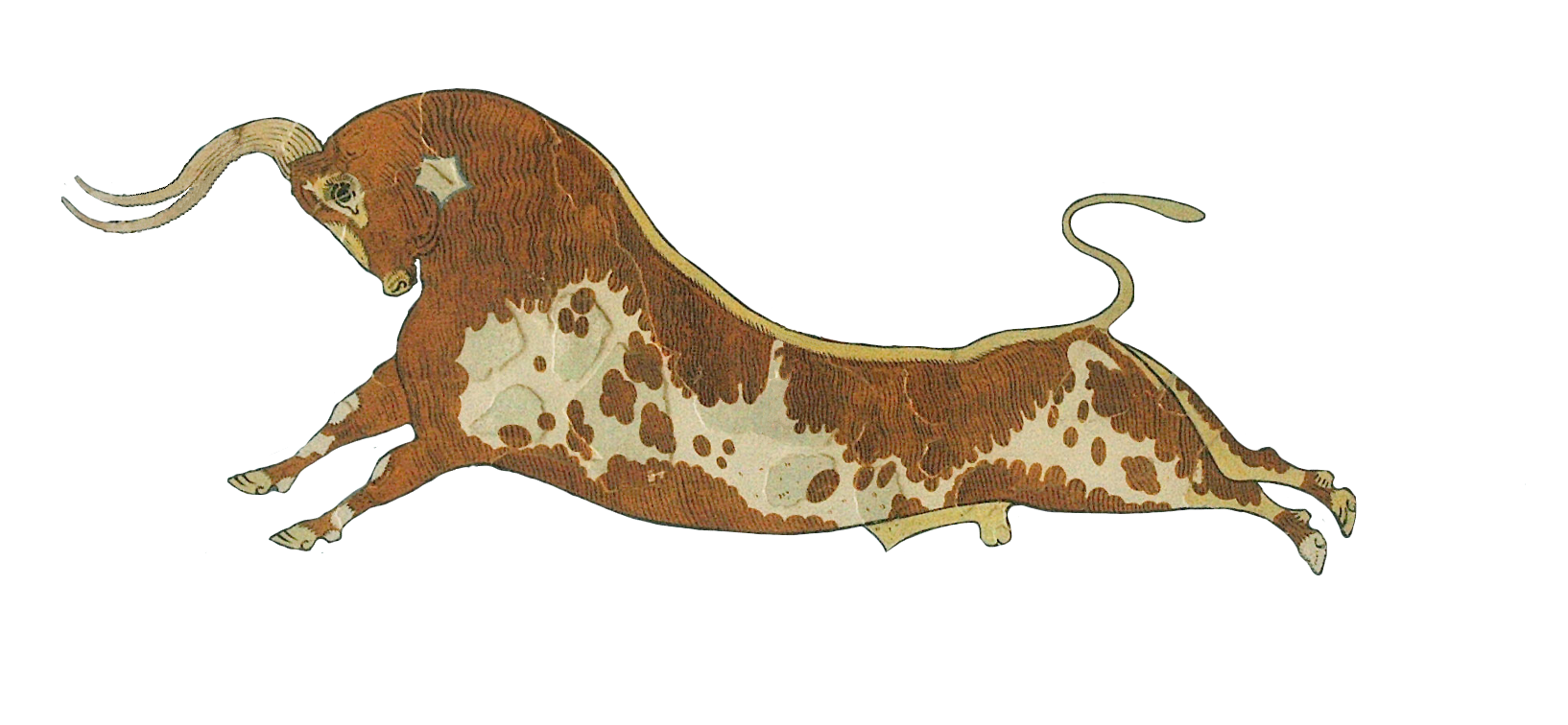
Posvátný krétský býk

V každém případě hrál býk důležitou roli v náboženském kultu Kréty. Hliněné sochy býků a býčí hlavy ze zlata s mohutnými rohy se po tisíciletích zase dostaly na světlo. Archeologové užasli, když odhalili nástěnné malby, na kterých byli zobrazení odvážlivci přeskakující býka. První takové nálezy však nebyly objeveny na Krétě, ale na řeckém poloostrově Peloponésu.